# Cayennebosral
De cayennebosral (Aramides cajaneus) is een vogel uit de familie van de rallen, koeten en waterhoentjes (Rallidae).

## Verspreiding en leefgebied
Deze soort komt voor van Costa Rica  tot noordelijk Argentinië en telt twee ondersoorten:
- A. c. cajaneus: van Costa Rica tot de Guiana's, Paraguay en noordelijk Argentinië.
- A. c. avicenniae: de zuidoostelijke Braziliaanse kust.

## Status
De grootte van de populatie is in 2019 geschat op 5-50 miljoen volwassen vogels. Op de Rode lijst van de IUCN heeft deze soort de status niet bedreigd.